# Euphorbia chaculana
Euphorbia chaculana là một loài thực vật có hoa trong họ Đại kích. Loài này được Donn.Sm. mô tả khoa học đầu tiên năm 1899.